# Bob Eberly
Bob Eberly (* 24. Juli 1916 in Mechanicsville, New York als Robert Eberle; † 17. November 1981 in Glen Burnie, Maryland) war ein US-amerikanischer Big-Band-Sänger, bekannt als Sänger der Band von Jimmy Dorsey. Seine romantische Baritonstimme beeinflusste den Vortragsstil späterer Crooner.

## Leben und Wirken
Eberly gewann einen Amateur-Wettbewerb in der Radio-Show von Fred Allen und sang in Clubs in der Umgebung seiner Heimatstadt Hoosick Falls. Als er in der Show von Milton Berle sang und der Ansager ständig seinen Namen falsch aussprach, veränderte er ihn, damit er sich leichter aussprechen ließ. Die Dorsey-Brüder hörten ihn und ersetzten mit ihm den scheidenden Bob Crosby in ihrer Big Band. Von 1935 bis 1943 war er Sänger in der Band von Jimmy Dorsey (die dessen Bruder Tommy kurz zuvor verlassen hatte). Er war als Sänger sehr populär, widerstand aber allen Versuchungen, die Band zu verlassen und war zudem mit Jimmy Dorsey eng befreundet. Einige der Duette, die er dort mit Helen O’Connell sang, wurden Hits („Maria Elena“, „Amapola“, „Green Eyes“ und „Brazil“ sowie im Spielfilm The Fleet’s In (1942) „Tangerine“); nach O’Connells Ausscheiden aus der Band sang er mit ihrer Nachfolgerin Kitty Kallen „Star Eyes“, das bis auf Platz drei der Hitparade kam. 1944 hatten er und Dorsey einen Nummer-eins-Hit mit „Besame Mucho.“ Seine Sängerkarriere wurde durch die Einberufung zum Militärdienst unterbrochen, wo er in der Band von Wayne King sang. Nach dem Zweiten Weltkrieg konnte er nicht wieder an seine alten Erfolge anknüpfen, sang aber weiter in kleinen Clubs. 1947 war er in dem Musikfilm The Fabulous Dorseys zu sehen; Anfang der 1950er Jahre war er regelmäßig in der Fernseh-Show „TV´s Top Tunes“. Ab Mitte der 1950er Jahre hatte er einen Plattenvertrag auf dem Billig-Label Grand Award. Mit dem Orchester von Enoch Light spielte er auch einige Rock-’n’-Roll-Stücke ein („Rock And Roll Rag“). Er starb an einem Herzanfall.
Sein jüngerer Bruder Ray Eberle war ebenfalls Sänger (in der Big Band von Glenn Miller und in eigener Band).